# Blaufelden
Blaufelden è un comune tedesco di 5 421 abitanti,, situato nel land del Baden-Württemberg.